# Roma (Texas)
Roma è una città degli Stati Uniti d'America, nella contea di Starr, nello Stato del Texas.

## Geografia fisica
La città è situata alle coordinate geografiche 26°24′22″N 99°00′20″W (26.406101, -99.005644), e occupa una superficie pari a 7,5 km².
Si trova lungo il Rio Grande, al confine tra il Messico e gli Stati Uniti d'America, di fronte a Ciudad Miguel Alemán in Messico (stato del Tamaulipas). Costituisce una delle porte di ingresso agli Stati Uniti dal Messico, attraverso il ponte internazionale Roma-Ciudad Miguel Alemán (Roma–Ciudad Miguel Alemán International Bridge).

Campanile della chiesa di Our Lady of Refuge of Sinners, Plaza area

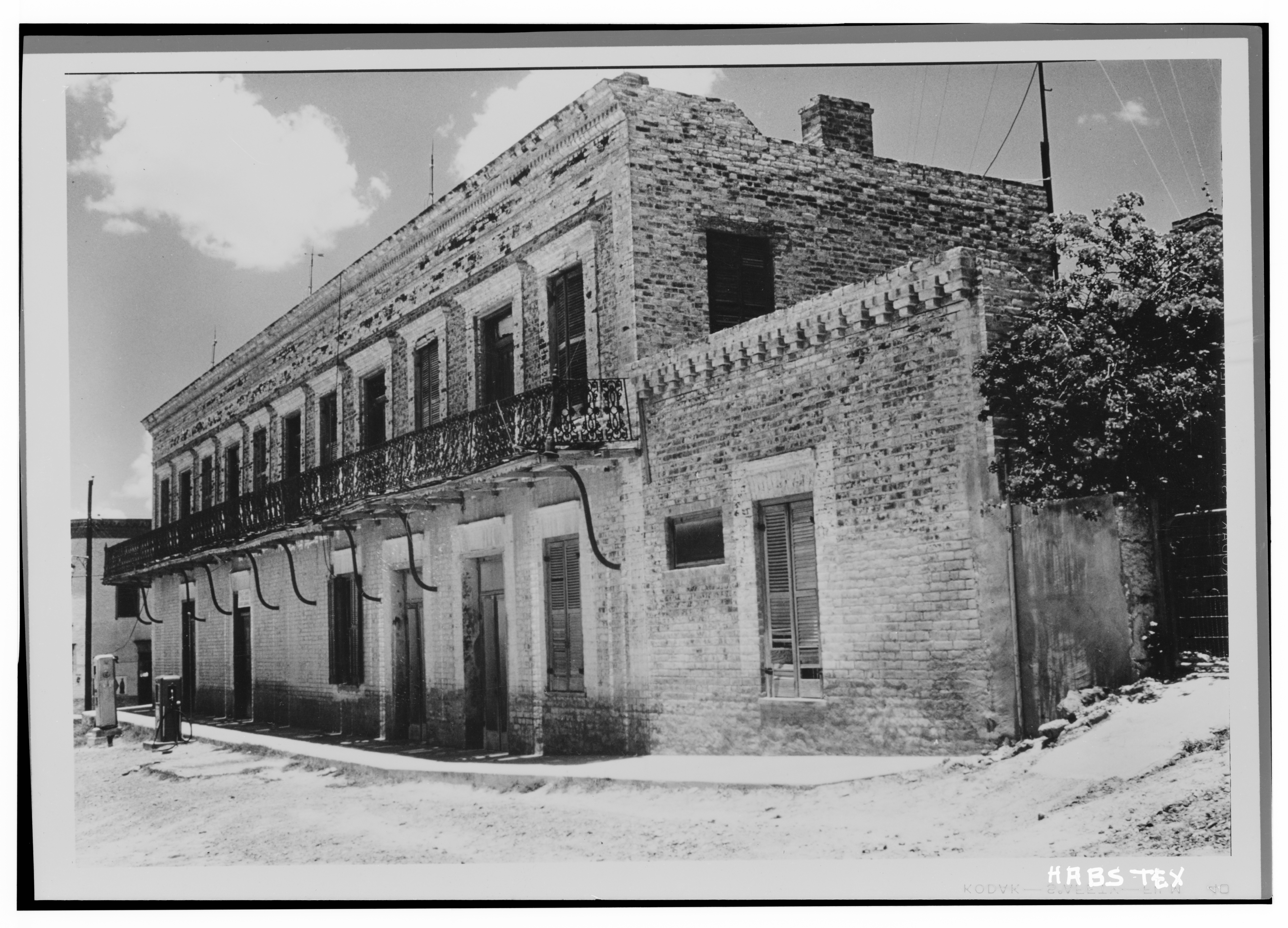
Residenza e negozio di Manuel Serra, Plaza area (costruito da Heinrich Portscheller)

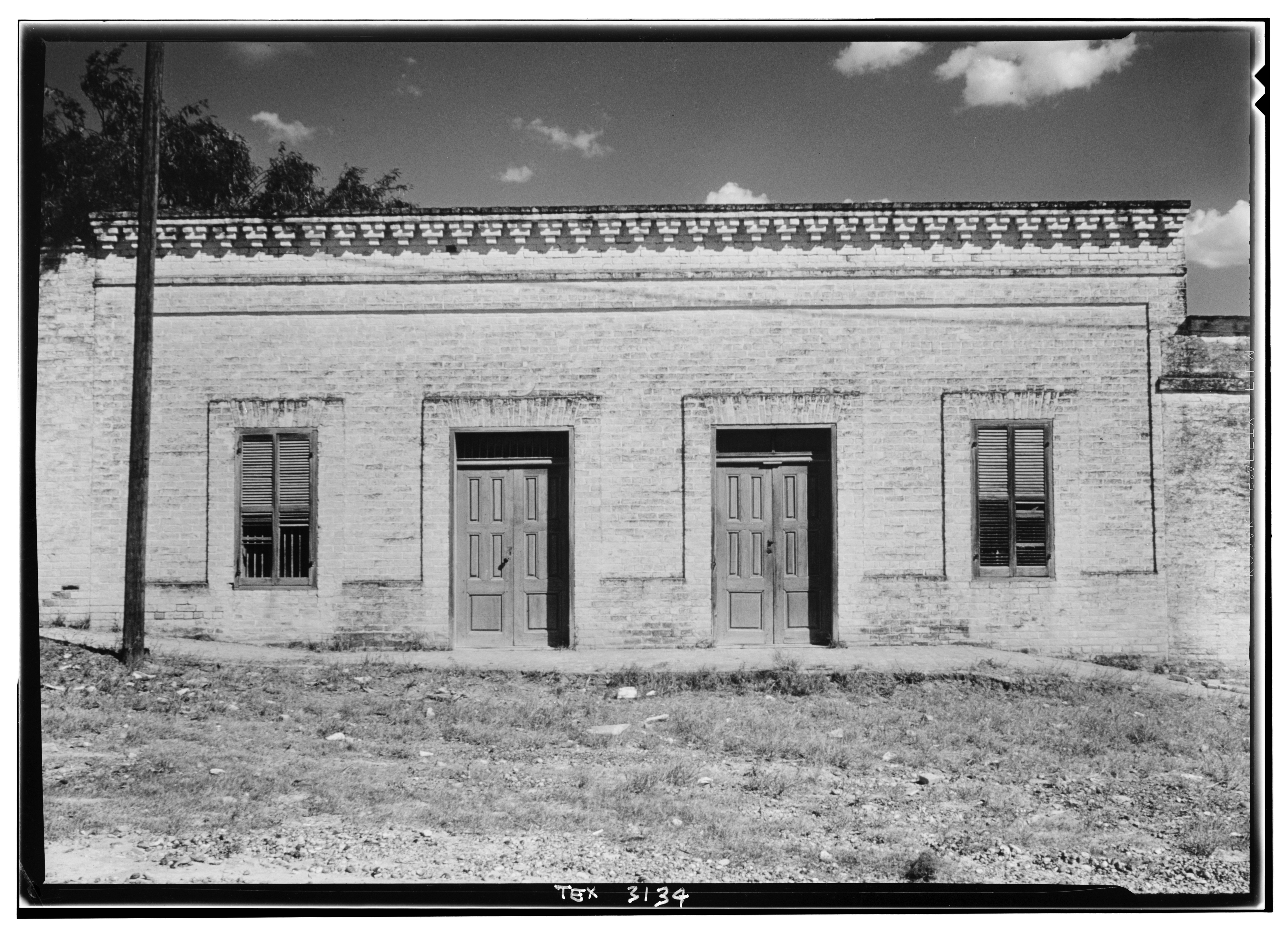
Casa di Raphael García Ramírez, Plaza area (costruita da Heinrich Portscheller)

Negozio di Nester Sáenz,Wharf Area, costruito da Heinrich Portscheller

## Storia
Intorno alla metà degli anni 1760 Miguel, Gerónimo e Juan Ángel Saenz, che erano al seguito di José de Escandón, il primo governatore della colonia spagnola del Nuevo Santander nel viceregno della Nuova Spagna, fondarono sulla riva nord del fiume, a circa 10 miglia a nord-ovest da Mier, l'insediamento di Corrales de Saenz, a partire. Sulla riva nord del fiume si stabilì anche un'altra famiglia, i Salinas, anch'essi una delle famiglie fondatrici di Meier (fondata a sua volta da Escandón nel 1753).
Si trattava di un punto favorevole per l'attraversamento del fiume Rio Grande, dove questo era particolarmente stretto. Il guado era conosciuto come "El Paso de la Mula". L'area era inoltre interessata dal commercio del sale verso Monterrey.
L'insediamento costituì forse parte della città di San Pedro de Roma, sulle due rive del fiume e l'area dell'attuale Roma fu conosciuta con i toponimi di Buena Vista e poi di Garcia Ranch.
Con l'indipendenza del Messico nel 1821 divenne una comunità indipendente nello stato del Tamaulipas, ma nel 1836 fece parte dei territori texani che si separarono dal Messico.  La località compare con il nome attuale di Roma nella carta del Texas di Stephen Fuller Austin. Nel 1848 il Texas entrò a far parte degli Stati Uniti d'America e malgrado gli scontri con il Messico in una battaglia a Mier, anche il territorio di Roma restò agli Stati Uniti.
A partire dagli anni 1840 si sviluppò come il porto più occidentale sul Rio Grande, sviluppando un fiorente commercio fino agli anni 1880, quando i nuovi tragitti ferroviari tagliarono fuori la città. Nel 1853 accolse la missione francese e nel 1904 aveva una popolazione di 521 abitanti. Durante la Rivoluzione messicana (1910-1917) accolse molti rifugiati.
Dal 1925 furono tracciate nuove strade verso Rio Grande City (altra città della contea di Starr) dove era arrivata la ferrovia.
Nel 1929 venne costruito il ponte sospeso Roma-Ciudad Miguel Alemán International Bridge.
Nel 1931 la popolazione era cresciuta a 1 000 abitanti, grazie anche alla scoperta di giacimenti di petrolio. Nel 1936 ha incorporato la località di "Los Saenz",  ed è da quel momento conosciuta anche come "Roma-Los Saenz". Nel 1953 fu inaugurata la diga di Falcon Dam, a protezione dalle inondazioni del fiume. Nel 1972 la città venne designata come distretto storico nazionale.

## Monumenti e luoghi di interesse
Il "Roma Historic District", un distretto storico riconosciuto, rappresenta un esempio di una città di frontiera nella bassa valle del Rio Grande, che fu un porto fluviale importante tra il 1829 e gli anni 1880 per il commercio del cotone. L'architettura, che riflette la mescolanza delle culture ispanica ed euro-americana della zona nell'Ottocento,  è caratterizzata da edifici in arenaria fluviale, caliche, calcare e mattoni, con la tecnica del rejonado (tessitura di pietre grandi e piccole) o del sillar (blocchi di pietra in filari). In entrambi i casi la finitura esterna era costituita da un grossolano intonaco di calce, rifinito con bande di intonaco più raffinato e colorato, come è tipico anche nel Messico settentrionale.
Caratteristici della città sono le proprietà familiari chiuse da muri, che riflettono le caratteristiche della colonizzazione spagnola settecentesca promossa da José de Escandón lungo il Rio Grande e ne preserva l'originaria pianificazione.
Il distretto è stato inserito nel National Register of Historic Places nel 1972 ed è stato designato come National Historic Landmark nel 1993.
Il distretto è inoltre inserito nella lista dei Recorded Texas Historic Landmark come antico centro commerciale e diversi edifici compresi nel distretto sono ugualmente inseriti nella lista. Sono inseriti tra gli State Antiquities Landmark del Texas il ponte sospeso Roma-Ciudad Miguel International Bridge e la residenza e negozio di Manuel Guerra (Manuel Guerra Residence and Store).
Il distretto comprende 38 edifici, 16 dei quali sono costruiti in pietra e risalgono agli anni tra il 1829 e il 1870, mentre 19 sono in mattoni e appartengono al periodo tra il 1880 e il 1900. Fu Heinrich Portscheller, un costruttore immigrato dalla Germania, a introdurre nella regione le costruzioni in mattoni e le decorazioni in ferro battuto importate da New Orleans.
L'edificio più antico del distretto e la Mission Church che risale al 1829.
Gli edifici sono situati in quattro aree:
- Plaza Area
- Wharf Area
- Customs House Area
- Northwestern Zone

### Plaza Area
Si trattava di una piazza aperta verso il Rio Grande e il Messico, dominata all'estremità settentrionale opposta al fiume dalla chiesa cattolica di Our Lady of Refuge of Sinners, del 1853, della quale oggi resta solo il campanile (il resto della chiesa è stato ricostruito a metà degli anni 1960). Sulla parte meridionale della piazza, verso il fiume, si affacciavano 17 edifici ottocenteschi utilizzati per il commercio e per residenza dalle famiglie dell'élite cittadina. Cinque di questi edifici sono opera di Heinrich Portscheller: il negozio e residenza di Manuel Guerra (Manuel Guerra Residence and Store), la casa di Antonia Sáenz (Antonia Sáenz House), il negozio e residenza di Raphael García Ramírez (Raphael García RamírezResidence and Store), e il Vecchio convento (Old Roma Convent).

### Wharf Area
Situata sulla riva del fiume a sud della Plaza Area, la proprietà Wharf era il luogo di approdo per il commercio fluviale della metà dell'Ottocento e l'area comprende negozi e magazzini storici, tra i quali la casa-magazzino dei Rodriguez (Rodriguez House/Warehouse) e il negozio di Nester Sáenz (Nester Sáenz Store), costruito da Heinrich Portscheller.
In quest'area si trova il ponte sospeso costruito nel 1929 (Roma-Ciudad Miguel International Bridge), l'ultimo sopravvissuto dei ponti sospesi internazionali costruiti sul Rio Grande, tuttora attivo, ma raddoppiato da un ponte moderno per il traffico pesante.

### Customs House Area
Si tratta di una concentrazione di dieci edifici, di cui il principale è l'edificio che ospitava municipio cittadino, dogana e prigione (U.S. Customs House/City Hall/Jail), costruito nel 1883, con tetto piatto e a un solo piano, situato nel punto più alto della riva che sormonta il fiume. Gli altri nove sono case ed edifici commerciali storici costruiti tra gli anni 1840 e 1890, uno dei quali fu costruito da Heinrich Portscheller, la casa di Pablo Ramírez, poi quartier generale del 13 reggimento di Cavalleria e infine Sala dei Cavalieri di Colombo (Pablo Ramírez House/13th Cavalry Branch Headquarters/Knights of Columbus Hall).

### Northwest Zone
La zona è significativa per la sua collocazione e per le sue caratteristiche topografiche: nella zona si trova un piccolo arroyo (torrente normalmente asciutto, ma soggetto a improvvise inondazioni), collegato all'arroyo de los Negros, che nell'Ottocento era sede di un attraversamento del Rio Grande tramite traghetto.